# Acordo de Brioni
O Acordo de Brioni, também conhecido como a Declaração de Brioni (croata: Brijunska deklaracija, sérvio: Brionska deklaracija, cirílico sérvio: Брионска декларација, esloveno: Brionska deklaracija), é um documento assinado por representantes da Eslovênia, Croácia e Iugoslávia sob o patrocínio político da Comunidade Europeia (CE) em BrijuniIlhas em 7 de julho de 1991. O acordo visava criar um ambiente em que pudessem ocorrer novas negociações sobre o futuro da Iugoslávia. No entanto, em última análise, isolou o primeiro-ministro federal Ante Marković em seus esforços para preservar a Iugoslávia e efetivamente interrompeu qualquer forma de influência federal sobre a Eslovênia. Isso significava que o Exército Popular Iugoslavo (EPI) se concentraria no combate na Croácia, criando um precedente de redesenhar as fronteiras internacionais e apostando no interesse da CE em resolver a crise iugoslava.
O acordo pôs fim às hostilidades entre as forças iugoslavas e eslovenas na Guerra dos Dez Dias. A Eslovénia e a Croácia concordaram em suspender as atividades decorrentes das suas declarações de independência de 25 de junho por um período de três meses. O documento também resolveu questões de controle de fronteira e inspeção alfandegária em relação às fronteiras da Eslovênia, resolveu a responsabilidade de controle de tráfego aéreo e ordenou a troca de prisioneiros de guerra. O Acordo de Brioni também serviu de base para uma missão de observação para monitorar a implementação do acordo na Eslovênia. Onze dias após o acordo, o governo federal retirou o EPI da Eslovênia. Por outro lado, o acordo não teve impacto atenuante nos combates na Croácia.